# Lijst van koraalslangachtigen
Onderstaand een lijst van alle soorten slangen uit de familie koraalslangachtigen (Elapidae). Er zijn 384 verschillende soorten die verdeeld zijn in 53 geslachten. Achttien geslachten zijn monotypisch, wat wil zeggen dat ze slechts door een enkele soort worden vertegenwoordigd. De lijst is gebaseerd op de Reptile Database.
- Soort Acanthophis antarcticus
- Soort Acanthophis cryptamydros
- Soort Acanthophis hawkei
- Soort Acanthophis laevis
- Soort Acanthophis praelongus
- Soort Acanthophis pyrrhus
- Soort Acanthophis rugosus
- Soort Acanthophis wellsi
- Soort Aipysurus apraefrontalis
- Soort Aipysurus duboisii
- Soort Aipysurus eydouxii
- Soort Aipysurus foliosquama
- Soort Aipysurus fuscus
- Soort Aipysurus laevis
- Soort Aipysurus mosaicus
- Soort Aipysurus pooleorum
- Soort Aipysurus tenuis
- Soort Antaioserpens albiceps
- Soort Antaioserpens warro
- Soort Aspidelaps lubricus
- Soort Aspidelaps scutatus
- Soort Aspidomorphus lineaticollis
- Soort Aspidomorphus muelleri
- Soort Aspidomorphus schlegelii
- Soort Austrelaps labialis
- Soort Austrelaps ramsayi
- Soort Austrelaps superbus
- Soort Brachyurophis approximans
- Soort Brachyurophis australis
- Soort Brachyurophis campbelli
- Soort Brachyurophis fasciolatus
- Soort Brachyurophis incinctus
- Soort Brachyurophis morrisi
- Soort Brachyurophis roperi
- Soort Brachyurophis semifasciatus
- Soort Bungarus andamanensis
- Soort Bungarus bungaroides
- Soort Bungarus caeruleus
- Soort Bungarus candidus
- Soort Bungarus ceylonicus
- Soort Bungarus fasciatus
- Soort Bungarus flaviceps
- Soort Bungarus lividus
- Soort Bungarus magnimaculatus
- Soort Bungarus multicinctus
- Soort Bungarus niger
- Soort Bungarus persicus
- Soort Bungarus sindanus
- Soort Bungarus slowinskii
- Soort Bungarus walli
- Soort Cacophis churchilli
- Soort Cacophis harriettae
- Soort Cacophis krefftii
- Soort Cacophis squamulosus
- Soort Calliophis beddomei
- Soort Calliophis bibroni
- Soort Calliophis bilineata
- Soort Calliophis bivirgatus
- Soort Calliophis castoe
- Soort Calliophis gracilis
- Soort Calliophis haematoetron
- Soort Calliophis intestinalis
- Soort Calliophis maculiceps
- Soort Calliophis melanurus
- Soort Calliophis nigrescens
- Soort Calliophis nigrotaeniatus
- Soort Calliophis philippina
- Soort Calliophis salitan
- Soort Calliophis suluensis
- Soort Cryptophis boschmai
- Soort Cryptophis incredibilis
- Soort Cryptophis nigrescens
- Soort Cryptophis nigrostriatus
- Soort Cryptophis pallidiceps
- Soort Demansia angusticeps
- Soort Demansia calodera
- Soort Demansia flagellatio
- Soort Demansia olivacea
- Soort Demansia papuensis
- Soort Demansia psammophis
- Soort Demansia quaesitor
- Soort Demansia reticulata
- Soort Demansia rimicola
- Soort Demansia rufescens
- Soort Demansia shinei
- Soort Demansia simplex
- Soort Demansia torquata
- Soort Demansia vestigiata
- Soort Dendroaspis angusticeps
- Soort Dendroaspis jamesoni
- Soort Dendroaspis polylepis
- Soort Dendroaspis viridis
- Soort Denisonia devisi
- Soort Denisonia maculata
- Soort Drysdalia coronoides
- Soort Drysdalia mastersii
- Soort Drysdalia rhodogaster
- Soort Echiopsis curta
- Soort Elapognathus coronatus
- Soort Elapognathus minor
- Soort Elapsoidea boulengeri
- Soort Elapsoidea broadleyi
- Soort Elapsoidea chelazziorum
- Soort Elapsoidea guentherii
- Soort Elapsoidea laticincta
- Soort Elapsoidea loveridgei
- Soort Elapsoidea nigra
- Soort Elapsoidea semiannulata
- Soort Elapsoidea sundevallii
- Soort Elapsoidea trapei
- Soort Emydocephalus annulatus
- Soort Emydocephalus ijimae
- Soort Emydocephalus orarius
- Soort Ephalophis greyae
- Soort Furina barnardi
- Soort Furina diadema
- Soort Furina dunmalli
- Soort Furina ornata
- Soort Furina tristis
- Soort Hemachatus haemachatus
- Soort Hemiaspis damelii
- Soort Hemiaspis signata
- Soort Hemibungarus calligaster
- Soort Hemibungarus gemianulis
- Soort Hemibungarus mcclungi
- Soort Hoplocephalus bitorquatus
- Soort Hoplocephalus bungaroides
- Soort Hoplocephalus stephensii
- Soort Hydrelaps darwiniensis
- Soort Hydrophis annandalei
- Soort Hydrophis anomalus
- Soort Hydrophis atriceps
- Soort Hydrophis belcheri
- Soort Hydrophis bituberculatus
- Soort Hydrophis brookii
- Soort Hydrophis caerulescens
- Soort Hydrophis cantoris
- Soort Hydrophis coggeri
- Soort Hydrophis curtus
- Soort Hydrophis cyanocinctus
- Soort Hydrophis czeblukovi
- Soort Hydrophis donaldi
- Soort Hydrophis elegans
- Soort Hydrophis fasciatus
- Soort Hydrophis gracilis
- Soort Hydrophis hardwickii
- Soort Hydrophis hendersoni
- Soort Hydrophis inornatus
- Soort Hydrophis jerdonii
- Soort Hydrophis kingii
- Soort Hydrophis klossi
- Soort Hydrophis laboutei
- Soort Hydrophis lamberti
- Soort Hydrophis lapemoides
- Soort Hydrophis macdowelli
- Soort Hydrophis major
- Soort Hydrophis mamillaris
- Soort Hydrophis melanocephalus
- Soort Hydrophis melanosoma
- Soort Hydrophis nigrocinctus
- Soort Hydrophis obscurus
- Soort Hydrophis ocellatus
- Soort Hydrophis ornatus
- Soort Hydrophis pachycercos
- Soort Hydrophis pacificus
- Soort Hydrophis parviceps
- Soort Hydrophis peronii
- Soort Hydrophis platurus
- Soort Hydrophis schistosus
- Soort Hydrophis semperi
- Soort Hydrophis sibauensis
- Soort Hydrophis spiralis
- Soort Hydrophis stokesii
- Soort Hydrophis stricticollis
- Soort Hydrophis torquatus
- Soort Hydrophis viperinus
- Soort Hydrophis vorisi
- Soort Hydrophis zweifeli
- Soort Laticauda colubrina
- Soort Laticauda crockeri
- Soort Laticauda frontalis
- Soort Laticauda guineai
- Soort Laticauda laticaudata
- Soort Laticauda saintgironsi
- Soort Laticauda schistorhyncha
- Soort Laticauda semifasciata
- Soort Loveridgelaps elapoides
- Soort Micropechis ikaheca
- Soort Micruroides euryxanthus
- Soort Micrurus albicinctus
- Soort Micrurus alleni
- Soort Micrurus altirostris
- Soort Micrurus ancoralis
- Soort Micrurus annellatus
- Soort Micrurus averyi
- Soort Micrurus baliocoryphus
- Soort Micrurus bernadi
- Soort Micrurus bocourti
- Soort Micrurus bogerti
- Soort Micrurus boicora
- Soort Micrurus brasiliensis
- Soort Micrurus browni
- Soort Micrurus camilae
- Soort Micrurus circinalis
- Soort Micrurus clarki
- Soort Micrurus collaris
- Soort Micrurus corallinus
- Soort Micrurus decoratus
- Soort Micrurus diana
- Soort Micrurus diastema
- Soort Micrurus dissoleucus
- Soort Micrurus distans
- Soort Micrurus diutius
- Soort Micrurus dumerilii
- Soort Micrurus elegans
- Soort Micrurus ephippifer
- Soort Micrurus filiformis
- Soort Micrurus frontalis
- Soort Micrurus fulvius
- Soort Micrurus hemprichii
- Soort Micrurus hippocrepis
- Soort Micrurus ibiboboca
- Soort Micrurus isozonus
- Soort Micrurus langsdorffi
- Soort Micrurus laticollaris
- Soort Micrurus latifasciatus
- Soort Micrurus lemniscatus
- Soort Micrurus limbatus
- Soort Micrurus margaritiferus
- Soort Micrurus medemi
- Soort Micrurus meridensis
- Soort Micrurus mertensi
- Soort Micrurus mipartitus
- Soort Micrurus mosquitensis
- Soort Micrurus multifasciatus
- Soort Micrurus multiscutatus
- Soort Micrurus narduccii
- Soort Micrurus nattereri
- Soort Micrurus nebularis
- Soort Micrurus nigrocinctus
- Soort Micrurus obscurus
- Soort Micrurus oligoanellatus
- Soort Micrurus ornatissimus
- Soort Micrurus pacaraimae
- Soort Micrurus pachecogili
- Soort Micrurus paraensis
- Soort Micrurus peruvianus
- Soort Micrurus petersi
- Soort Micrurus potyguara
- Soort Micrurus proximans
- Soort Micrurus psyches
- Soort Micrurus putumayensis
- Soort Micrurus pyrrhocryptus
- Soort Micrurus remotus
- Soort Micrurus renjifoi
- Soort Micrurus ruatanus
- Soort Micrurus sangilensis
- Soort Micrurus scutiventris
- Soort Micrurus serranus
- Soort Micrurus silviae
- Soort Micrurus spixii
- Soort Micrurus spurrelli
- Soort Micrurus steindachneri
- Soort Micrurus stewarti
- Soort Micrurus stuarti
- Soort Micrurus surinamensis
- Soort Micrurus tener
- Soort Micrurus tikuna
- Soort Micrurus tricolor
- Soort Micrurus tschudii
- Soort Naja anchietae
- Soort Naja annulata
- Soort Naja annulifera
- Soort Naja arabica
- Soort Naja ashei
- Soort Naja atra
- Soort Naja christyi
- Soort Naja guineensis
- Soort Naja haje
- Soort Naja kaouthia
- Soort Naja katiensis
- Soort Naja mandalayensis
- Soort Naja melanoleuca
- Soort Naja mossambica
- Soort Naja multifasciata
- Soort Naja naja
- Soort Naja nana
- Soort Naja nigricincta
- Soort Naja nigricollis
- Soort Naja nivea
- Soort Naja nubiae
- Soort Naja oxiana
- Soort Naja pallida
- Soort Naja peroescobari
- Soort Naja philippinensis
- Soort Naja sagittifera
- Soort Naja samarensis
- Soort Naja savannula
- Soort Naja senegalensis
- Soort Naja siamensis
- Soort Naja sputatrix
- Soort Naja subfulva
- Soort Naja sumatrana
- Soort Neelaps calonotus
- Soort Notechis scutatus
- Soort Ogmodon vitianus
- Soort Ophiophagus hannah
- Soort Oxyuranus microlepidotus
- Soort Oxyuranus scutellatus
- Soort Oxyuranus temporalis
- Soort Parahydrophis mertoni
- Soort Parapistocalamus hedigeri
- Soort Paroplocephalus atriceps
- Soort Pseudechis australis
- Soort Pseudechis butleri
- Soort Pseudechis colletti
- Soort Pseudechis guttatus
- Soort Pseudechis pailsei
- Soort Pseudechis papuanus
- Soort Pseudechis porphyriacus
- Soort Pseudechis rossignolii
- Soort Pseudechis weigeli
- Soort Pseudohaje goldii
- Soort Pseudohaje nigra
- Soort Pseudonaja affinis
- Soort Pseudonaja aspidorhyncha
- Soort Pseudonaja guttata
- Soort Pseudonaja inframacula
- Soort Pseudonaja ingrami
- Soort Pseudonaja mengdeni
- Soort Pseudonaja modesta
- Soort Pseudonaja nuchalis
- Soort Pseudonaja textilis
- Soort Rhinoplocephalus bicolor
- Soort Salomonelaps par
- Soort Simoselaps anomalus
- Soort Simoselaps bertholdi
- Soort Simoselaps bimaculatus
- Soort Simoselaps littoralis
- Soort Simoselaps minimus
- Soort Sinomicrurus hatori
- Soort Sinomicrurus houi
- Soort Sinomicrurus japonicus
- Soort Sinomicrurus kelloggi
- Soort Sinomicrurus macclellandi
- Soort Sinomicrurus nigriventer
- Soort Sinomicrurus peinani
- Soort Sinomicrurus sauteri
- Soort Suta dwyeri
- Soort Suta fasciata
- Soort Suta flagellum
- Soort Suta gaikhorstorum
- Soort Suta gouldii
- Soort Suta monachus
- Soort Suta nigriceps
- Soort Suta ordensis
- Soort Suta punctata
- Soort Suta spectabilis
- Soort Suta suta
- Soort Toxicocalamus buergersi
- Soort Toxicocalamus cratermontanus
- Soort Toxicocalamus ernstmayri
- Soort Toxicocalamus grandis
- Soort Toxicocalamus holopelturus
- Soort Toxicocalamus longissimus
- Soort Toxicocalamus loriae
- Soort Toxicocalamus mattisoni
- Soort Toxicocalamus mintoni
- Soort Toxicocalamus misimae
- Soort Toxicocalamus nigrescens
- Soort Toxicocalamus pachysomus
- Soort Toxicocalamus preussi
- Soort Toxicocalamus pumehanae
- Soort Toxicocalamus spilolepidotus
- Soort Toxicocalamus stanleyanus
- Soort Tropidechis carinatus
- Soort Vermicella annulata
- Soort Vermicella intermedia
- Soort Vermicella multifasciata
- Soort Vermicella parscauda
- Soort Vermicella snelli
- Soort Vermicella vermiformis
- Soort Walterinnesia aegyptia
- Soort Walterinnesia morgani